# 주종대
주종대(朱悰大, 1996년 4월 23일 ~ )는 대한민국의 축구선수이다. 포지션은 윙어, 풀백이다. 현재 시흥시민축구단 소속이다.

## 클럽 경력
주종대는 2019시즌을 앞두고 K리그1의 인천 유나이티드에 입단했다.
2020시즌을 앞두고 K리그2의 부천 FC 1995로 임대 이적했다.
2021시즌을 앞두고 K3리그의 파주시민축구단으로 이적했다.
2021시즌 여름 이적시장을 통해 양주시민축구단에 입단했다.
2022시즌을 앞두고 김해시청 축구단에 입단했다.
2023시즌을 앞두고 시흥시민축구단으로 이적했다.